# Kartografov Island
Kartografov Island (russisch Остров Картографова Ostrow Kartografowa, deutsch ‚Kartographeninsel‘) ist eine kleine Insel vor der Oates-Küste des ostantarktischen Viktorialands. Sie liegt im westlichen Abschnitt der Einfahrt zur Harald Bay.
Luftaufnahmen entstanden bei der US-amerikanischen Operation Highjump (1946–1947), bei der Zweiten Sowjetischen Antarktisexpedition (1956–1958) und 1959 bei einer der Australian National Antarctic Research Expeditions. Teilnehmer der sowjetischen Expedition benannten sie. Das Advisory Committee on Antarctic Names übertrug diese 1970 in einer Teilübersetzung ins Englische.